# Кунупи
„Кунупи“ (на гръцки: «Κουνούπι», в превод Комар) е сатиричен гръцки вестник, издаван в град Лерин (Флорина), Гърция от 1921 година.

## История
Вестникът започва да излиза в 1925 година. Негов издател е Георгиос Ятаганакис, родом от Крит. Спира в 1935 или в 1936 година.